# Cyclocross Gieten 2015
De 39e editie van de Cyclocross Gieten werd gehouden op 5 oktober 2015 in Gieten. De wedstrijd maakte deel uit van de Superprestige veldrijden 2015-2016. De Belg Wout van Aert kwam solo aan de streep en was daarmee de eerste leider in het Superprestige-klassement.

## Mannen elite

### Uitslag
| Plaats  | Naam              | Ploeg                         | Tijd    |
| ------- | ----------------- | ----------------------------- | ------- |
| Winnaar | Wout van Aert     | Vastgoedservice-Golden Palace | 56'34"  |
| 2       | Lars van der Haar | Giant-Alpecin                 | + 21"   |
| 3       | Tim Merlier       | Vastgoedservice-Golden Palace | + 55"   |
| 4       | Sven Nys          | Crelan-AA Drink               | + z.t.  |
| 5       | Klaas Vantornout  | Sunweb-Napoleon Games         | + z.t.  |
| 6       | Gianni Vermeersch | Sunweb-Napoleon Games         | + 59"   |
| 7       | Kevin Pauwels     | Sunweb-Napoleon Games         | + 1'05" |
| 8       | Vincent Baestaens | BKCP-Corendon                 | + 1'06" |
| 9       | Rob Peeters       | Vastgoedservice-Golden Palace | z.t.    |
| 10      | Julien Taramarcaz | ERA Real Estate-Murprotec     | z.t.    |

| Pos. | Punten |
| ---- | ------ |
| 1    | 80     |
| 2    | 60     |
| 3    | 40     |
| 4    | 30     |
| 5    | 25     |
| 6    | 20     |
| 7    | 17     |
| 8    | 15     |
| 9    | 12     |
| 10   | 10     |
| 11   | 8      |
| 12   | 5      |
| 13   | 4      |
| 14   | 2      |
| 15   | 1      |

### Stand Superprestige
Na 1 wedstrijd (Cyclocross Gieten) was dit de stand voor de Superprestige:
| Plaats | Naam              | Ploeg                         | Punten |
| ------ | ----------------- | ----------------------------- | ------ |
| 1      | Wout van Aert     | Vastgoedservice-Golden Palace | 15     |
| 2      | Lars van der Haar | Giant-Alpecin                 | 14     |
| 3      | Tim Merlier       | Vastgoedservice-Golden Palace | 13     |
| 4      | Sven Nys          | Crelan-AA Drink               | 12     |
| 5      | Klaas Vantornout  | Sunweb-Napoleon Games         | 11     |
| 6      | Gianni Vermeersch | Sunweb-Napoleon Games         | 10     |
| 7      | Kevin Pauwels     | Sunweb-Napoleon Games         | 9      |
| 8      | Vincent Baestaens | BKCP-Corendon                 | 8      |
| 9      | Rob Peeters       | Vastgoedservice-Golden Palace | 7      |
| 10     | Julien Taramarcaz | ERA Real Estate-Murprotec     | 6      |

1976 ·
1977 ·
1978 ·
1979 ·
1980 ·
1981 ·
1982 ·
1983 ·
1984 ·
1985 ·
1986 ·
1987 ·
1988 ·
1989 ·
1990 ·
1991 ·
1992 ·
1993 ·
1994 ·
1995 ·
1996 ·
1997 ·
1998 ·
1999 ·
2000 ·
2001 ·
2002 ·
2003 ·
2004 ·
2005 ·
2006 ·
2007 ·
2008 ·
2009 ·
2010 ·
2011 ·
2012 ·
2013 ·
2014 ·
2015 ·
2016 ·
2017 ·
2018 ·
2019 ·
2020 ·
2021
 Cyclocross Gieten · 
 Cyclocross Zonhoven · 
 Cyclocross Ruddervoorde · 
 Cyclocross Asper-Gavere · 
 GP Région Wallonne · 
 Cyclocross Diegem · 
 Vlaamse Aardbeiencross · 
 Noordzeecross